# Francesco d'Aquino
Francesco Maria Venanzio d'Aquino, príncipe de Caramanico (Nápoles, 27 de febrero de 1738 - Palermo, 9 de enero de 1795) fue embajador del Reino de Nápoles en Londres y París. Posteriormente ostentó el cargo de virrey de Sicilia.

## Biografía

### Familia
Era hijo de los príncipes Antonio d'Aquino y de Ippolita Pignatelli. Su madre descendía de los príncipes de Monteroduni. En 1767 se casó con Vittoria de Guevara, familia de los duques de Bovino, y viuda de Carlo Carafa, duque de Maddaloni. A la muerte de su padre en 1775, heredó los títulos de príncipe de Caramanico, duque de Casoli, marqués de Francolise y conde de Palena.

### Carrera temprana
Seguidor de la francmasonería en Nápoles, en 1769 fue elegido Gran Maestro de la loggia della Vittoria (en español, logia de la Victoria). En 1776 el gobernador Bernardo Tanucci tenía varios seguidores de la francmasonería arrestados preventivamente para evitar un intento de atentado (para liberar Nápoles de la esfera de influencia española) contra la reina María Carolina de Austria. Sin embargo, Albert Casimir, el duque de Teschen y Louise Marie Adélaïde de Bourbon acudieron a Nápoles para apoyar a la reina, fortaleciendo el vínculo de esta con el francmasón Caramanico y causando la caída de Tanucci.
Caramanico fue nombrado embajador de Nápoles en Londres en 1780, tomando allí al futuro aeronauta Vincenzo Lunardi como su secretario. Durante su estancia en Londres, Caramanico fue nombrado miembro de la Royal Society. Entre 1784 y 1786 fue embajador de Nápoles en París. Tras regresar a Nápoles, recibió la insignia de la Orden de San Jenaro y fue nombrado miembro del consejo de estado.

### Virrey
En 1786 fue nombrado virrey de Sicilia, reemplazando a Domenico Caracciolo (probablemente fue Sir John Acton quién favoreció su designación para mantenerle fuera de Nápoles, donde era muy popular). Gracias a sus poderes como sustituto del rey en Sicilia, Caramanico continuó las reformas emprendidas por Caracciolo, limitando el poder de la nobleza y reforzando el control central. Con este fin, en 1788 abolió la angaria (los arriendos que los siervos estaban obligados a pagar al antojo de sus señores feudales) y en 1789 eliminó los últimos restos de servidumbre en el campo. Entonces redujo el número de asientos reservados a los nobles en la Diputación del Reino, limitando su poder en el gobierno.
Admirador de los ideales igualitarios promovidos por la Revolución Francesa, Caramanico mantuvo buenas relaciones con los franceses incluso después de la ejecución de Luis XVI. También reformó la Universidad de Catania, consiguió reemplazar el latín por el italiano como la lengua de todos los documentos públicos y era muy popular entre los necesitados por sus obras de beneficencia, especialmente durante la epidemia de 1792-1793. Fundó el observatorio de Palermo con el astrónomo Giuseppe Piazzi (1746-1826), quien descubrió desde allí el planeta enano Ceres en 1801.
Después de una noche de agonía, murió repentinamente el 9 de enero de 1795, quizás habiendo sido envenenado.